# Щасливська сільська рада (Липовецький район)
| Щасливська сільська рада — орган місцевого самоврядування у Липовецькому районі Вінницької області з адміністративним центром у c. Щаслива. Сільській раді підпорядковані населені пункти: - c. Щаслива - с. Білозерівка - с. Королівка - с-ще Підлісне |

## Склад ради
Рада складається з 12 депутатів та голови.

## Керівний склад сільської ради
| ПІБ                              | Основні відомості                                                    | Дата обрання | Дата звільнення |
| -------------------------------- | -------------------------------------------------------------------- | ------------ | --------------- |
| Ткач Андрій Миколайович          | Сільський голова, 1977 року народження, освіта, член народної партії | 10.04.2002   | 08.12.2010      |
| Слободянюк Михайло Олександрович | Сільський голова, 1959 року народження, освіта вища, безпартійний    | 08.12.2010   | 18.12.2015      |
| Ткач Андрій Миколайович          | Сільський голова,1977 року народження, освіта вища                   | 18.12.2015   |                 |

Примітка: таблиця складена за даними джерела
| Україна | Це незавершена стаття з географії України. Ви можете допомогти проєкту, виправивши або дописавши її. |